# Gymnoderma insulare
Gymnoderma insulare är en lavart som beskrevs av Yoshim. & Sharp. Gymnoderma insulare ingår i släktet Gymnoderma och familjen Cladoniaceae.   Inga underarter finns listade i Catalogue of Life.